# Resolució 1659 del Consell de Seguretat de les Nacions Unides
La Resolució 1659 del Consell de Seguretat de les Nacions Unides fou adoptada per unanimitat el 15 de febrer de 2006. Després de recordar les resolucions anteriors sobre la situació a l'Afganistan, en particular les resolucions 1378 (2001), 1383 (2001) i 1589 (2005), el Consell va aprovar el "Compacte Afganistan" entre el govern de l'Afganistan i la comunitat internacional pel que fa al futur país.

## Resolució

### Observacions
En el preàmbul de la Resolució 1659, el Consell va expressar el seu suport al govern i al poble afganesos en els seus esforços per reconstruir el país i van destacar el seu dret a determinar el seu propi futur. Estava decidit a ajudar a l'Afganistan després de la finalització del Procés de Bonn.
Mentrestant, la resolució va reconèixer la naturalesa interconnectada dels problemes a l'Afganistan i va destacar del reforçament mutu dels problemes de progrés relacionats amb la seguretat, la governança i el desenvolupament. També era important combatre les amenaces de narcòtics i terroristes plantejades pels talibans, Al Qaeda i altres grups, així com millorar la cooperació regional.

### Actes
El Consell de Seguretat va aprovar el "Compacte per l'Afganistan", que proporcionava un marc de cooperació entre el govern afganès i la comunitat internacional, i va demanar la seva plena implementació. Va afirmar el paper de les Nacions Unides a l'Afganistan i els seus esforços per implementar el Pacte. A més, els membres del Consell es congratularen per l'Estratègia de Desenvolupament Nacional de l'Afganistan i les promeses financeres realitzades pels participants en la Conferència de Londres 2006 que van crear el Compacte.
La resta de la resolució va reconèixer el risc del cultiu, la producció i el tràfic d'opi, va reconèixer el paper de l'OTAN, l'Operació Llibertat Duradora i la Força Internacional d'Assistència i de Seguretat (ISAF) al país i va declarar la voluntat del Consell de Seguretat de donar suport a la implementació del "Compacte de l'Afganistan".